# Aldo Cevenini
Aldo Cevenini (ur. 8 lipca 1889 w Aronie, zm. 26 października 1973 w Deiva Marina) – włoski piłkarz grający na pozycji napastnika. 
Rozegrał 91 meczów i zdobył 46 bramek w barwach Interu Mediolan. Jako gracz A.C. Milan wystąpił w 84 spotkaniach i strzelił 83 gole. W latach 1916–1919 był kapitanem Milanu. W sezonie 1915/1916 w barwach rossonerich zdobył Coppa Federale (nieoficjalne rozgrywki o puchar włoskiej federacji, które zastępowały zawieszone rozgrywki Serie A). W latach 1916–1918 był tymczasowym trenerem klubu w nieoficjalnych meczach (rozgrywki Serie A zawieszono ze względu na I wojnę światową). W 1920 roku został mistrzem Włoch jako piłkarz Interu. Powtórzył ten sukces dwa lata później w barwach U.S. Novese.
W reprezentacji Włoch występował w latach 1910–1915. W jedenastu meczach strzelił cztery gole.
Miał czterech braci: Carlo, Cesare, Luigiego i Mario. Wszyscy byli piłkarzami. Z tego względu Aldo Cevenini, jako najstarszy z braci przedstawiany jest czasem jako Cevenini I.